# 常盤木学園高等学校サッカー部
常盤木学園高等学校サッカー部（ときわぎがくえんこうとうがっこうサッカーぶ）は、宮城県仙台市青葉区に所在する常盤木学園高等学校のサッカー部。
獲得した全国タイトルは、全国高校女子最多計17回の優勝（高校女子選手権5回・インターハイ1回・全日本女子ユース3回・選抜高校女子大会6回・国体2回）を誇る。
高校年代の大会とは別に日本女子サッカーリーグ（なでしこリーグ）のチャレンジリーグ（3部相当）にも参加しており、「常盤木学園高等学校」（略称：常盤木高）のチーム名で登録されている。

## 概要
1995年、それまで少年サッカーを中心に指導してきた阿部由晴が常盤木学園高に赴任し、サッカー部を創設。以来、一貫して阿部の指導の下、全国各地から集まった約40人（2011年時点）の部員が寮生活を送りながら 練習と学業に臨んでいる。
阿部の指導方法は、選手一人一人に「（感覚ではなく）見て、考える」ことを要求することに特色がある。これは阿部自身の少年サッカー指導時の苦い経験に基づく「育成年代はいろいろなことに対応していかなければならないから、選手を型にはめてはいけない」との考え方から、自ら学んだ多くの選択肢を選手に提示しながら指導するスタイルによるものである。また、サッカー部創設時の部員数は初心者ばかり5名で、翌々年に経験者を含む7名の新入部員が入ってきたとき「学年や経験の差を乗り越え、個性を結び付けていく必要がある」との方針から（部活動につきものである）学年による上下関係を廃していることにも特色が見られる。
高校のサッカー部としては、全日本高等学校女子サッカー選手権大会では優勝5回、準優勝5回、3位2回の戦績を誇る。また、2010年からは強化の一環としてなでしこリーグの下位リーグであるチャレンジリーグEASTディビジョンに参入、2連覇を果たす など全年代を対象とした大会でも一定の戦績を納めている。ホームスタジアムは宮城県サッカー場（宮城郡利府町）を主として使用している。なお、なでしこリーグは全国高等学校体育連盟（高体連）管轄外のリーグとなるため、参加に当たって学校から金銭的な支援はなく、阿部監督のポケットマネーや個人後援会の支援で参加を続けているという。
2011 FIFA女子ワールドカップ日本女子代表メンバーの鮫島彩・田中明日菜・熊谷紗希をはじめ、数多くのサッカー女子日本代表（なでしこジャパン）やなでしこリーグ所属選手を輩出していることでも知られる。
| 名称                     | 住所                               | 位置                                    |
| ------------------------ | ---------------------------------- | --------------------------------------- |
| 常盤木学園高等学校       | 宮城県仙台市青葉区小田原四丁目3-20 | 北緯38度16分8.5秒 東経140度53分25.2秒   |
| 常盤木学園実沢グラウンド | 宮城県仙台市泉区実沢字六堂屋敷2-27 | 北緯38度19分13.8秒 東経140度-49分40.3秒 |

## 沿革

### 高校選手権・全日本ユース

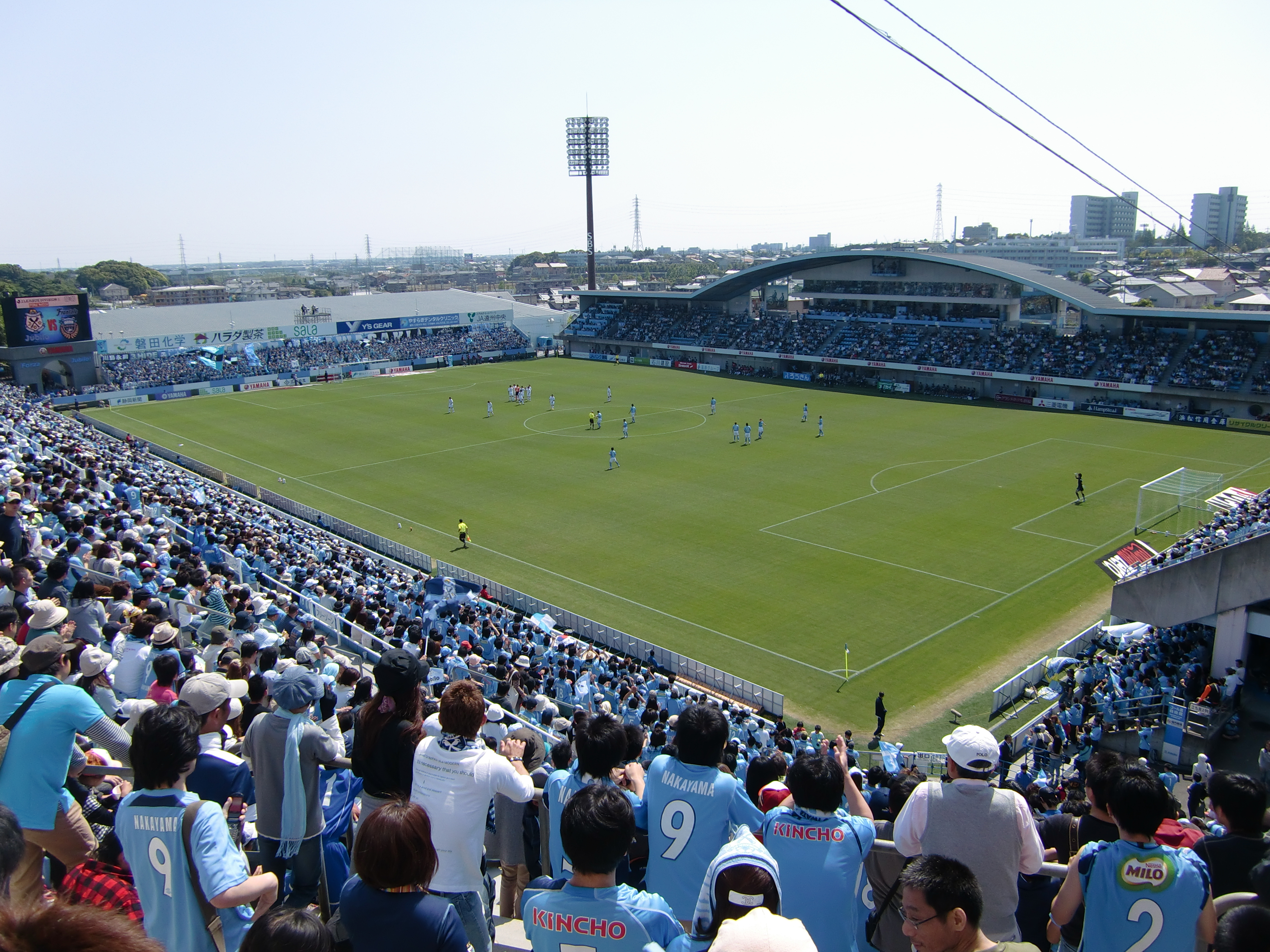
選手権で初優勝した2002年決勝の舞台・ヤマハスタジアム

同じ宮城県仙台市にある聖和学園高校も女子サッカーの名門であり、聖和学園は1992年度の第1回全日本高等学校女子サッカー選手権大会で優勝したほか、1998年度と2001年度にも優勝している。常盤木学園は阿部監督の下で着実に力を付け、1998年度から2000年度までの東北大会で3年連続準優勝し、2001年度には初めて東北大会で優勝した。翌2002年の全国高校女子サッカー選手権決勝は聖和学園との宮城県勢対決となり、2-0で勝利した常盤木学園は初めて高校選手権で全国優勝、前年度（聖和学園が優勝）と合わせて宮城県勢が高校選手権で2連覇した。この初優勝を機に一気に知名度を高めたとされている。
鮫島彩が在籍していた2003年度から2005年度は常盤木の「夜明け前」だった。2003年度から2006年度にも高校選手権で決勝に進出するも、2003年度は鳳凰、2004年度と2005年度は神村学園、2006年度は藤枝順心に敗れ、4年連続で準優勝だった。2008年度と2009年度には高校サッカー選手権で2連覇を達成。2008年度は決勝で鳳凰高校に、2009年度は決勝で神村学園高校にリベンジを果たしている。高校サッカー部だけでなくクラブチームも出場する全日本女子ユース (U-18)サッカー選手権大会では、2006年度から2008年度まで優勝して史上初の3連覇を達成。2008年度には熊谷紗希や櫻本尚子らを擁し、決勝で浦和ジュニアユースレディースを下している。
2010年度の高校選手権決勝は日ノ本学園に敗れたものの、2011年度には大阪桐蔭を破って、2012年度には神村学園高校を破って、それぞれ連覇を果たした。2012年度の準々決勝では藤枝順心相手にPK戦にもつれたが、GK林﨑萌維が2本ストップする活躍を見せている。
2013年度の高校選手権は伊藤美紀や白木星らを擁したが、準決勝では前年同様にPK戦となった末に藤枝順心に敗れ、史上初の3連覇は成らなかった。翌2014年度の高校選手権では準決勝で藤枝順心にPK戦でリベンジを果たし、2年ぶり11回目の決勝にコマを進めたが、決勝では日ノ本学園にPK戦の末に敗れた。

### なでしこリーグ・皇后杯
2009年に日本女子サッカーリーグ（なでしこリーグ）2部相当のチャレンジリーグが翌年から東西リーグに拡張・分割されることが発表されると強化の一環として参加の意思を表明。2009年11月に行われたチャレンジリーグ参入決定戦Bグループで3戦全勝によりチャレンジリーグEASTへの参加を決め、以後なでしこリーグに参加している。
2010年からチャレンジリーグEAST（当時）を2連覇。2012年のチャレンジリーグ東西統合に伴いチャレンジリーグに所属した。2012年シーズンは6位に終わるものの、翌2013年シーズンには佐々木美和が14得点、伊藤美紀と白木星が13得点するなど攻撃力を武器にして優勝。2014年はチャレンジリーグで8位となった。
2014年から3年計画で行われるリーグ改革の一環により、なでしこリーグ（1部・2部）がプロ・セミプロのクラブを前提としたリーグ構成に改められたことを受け、2015年からは3部に相当するチャレンジリーグEASTに所属している。2015年シーズンはプレーオフを制してチャレンジリーグ優勝を果たし、FW小林里歌子が得点王にも輝いたが、なでしこリーグ準加盟資格を有さないためチャレンジリーグEAST残留となった。
皇后杯 JFA 全日本女子サッカー選手権大会では、京川舞や仲田歩夢らを擁した2010年度の第32回大会で、3回戦でその年のなでしこリーグ王者の日テレ・ベレーザをPK戦で、準々決勝で同じ高校勢の藤枝順心高を破りベスト4に進出。準決勝ではINAC神戸レオネッサに大敗したものの、高校勢としては史上最高成績となる3位となった。2014年度の第36回大会でも2回戦でスペランツァFC大阪高槻を破っている。
2019年シーズンはチャレンジリーグでEAST・WESTを通じての最下位に終わり、福岡J・アンクラスとの入れ替え戦にも敗れ、地域リーグ降格となった。

## タイトル
- 全日本高等学校女子サッカー選手権大会 (2002、2008、2009、2011、2012)
- JFA 全日本U-18女子サッカー選手権大会 (2006、2007、2008)
- 選抜高校女子サッカー大会 (2005、2007、2008、2010、2012、2013)
- 国民体育大会[注 1] (2013、2014)
- 全国高等学校総合体育大会サッカー競技大会 (2018)
- 東北女子サッカーリーグ (2021)

## なでしこリーグ戦績
| 年   | 所属                        | 順位 | 勝点 | 試合 | 勝 | 分 | 敗 | 得点 | 失点 | 差   | 皇后杯    |
| ---- | --------------------------- | ---- | ---- | ---- | -- | -- | -- | ---- | ---- | ---- | --------- |
| 2010 | チャレンジリーグEAST（2部） | 優勝 | 38   | 15   | 12 | 2  | 1  | 63   | 18   | +45  | 3位       |
| 2011 | チャレンジリーグEAST（2部） | 優勝 | 37   | 15   | 12 | 1  | 2  | 63   | 20   | +43  | 3回戦敗退 |
| 2012 | チャレンジリーグ（2部）     | 6位  | 38   | 22   | 12 | 2  | 8  | 59   | 37   | +22  | 3回戦敗退 |
| 2013 | チャレンジリーグ（2部）     | 優勝 | 60   | 22   | 20 | 0  | 2  | 89   | 21   | +68  | 2回戦敗退 |
| 2014 | チャレンジリーグ（2部）     | 8位  | 34   | 22   | 10 | 4  | 8  | 53   | 39   | +14  | 3回戦敗退 |
| 2015 | チャレンジリーグEAST（3部） | 優勝 | 29   | 15   | 9  | 2  | 4  | 32   | 14   | +28  | 1回戦敗退 |
| 2016 | チャレンジリーグEAST（3部） | 8位  | 19   | 15   | 5  | 4  | 6  | 17   | 28   | +11  | 予選敗退  |
| 2017 | チャレンジリーグEAST（3部） | 6位  | 22   | 15   | 6  | 4  | 5  | 34   | 25   | +9   | 3回戦敗退 |
| 2018 | チャレンジリーグEAST（3部） | 5位  | 16   | 15   | 5  | 1  | 9  | 28   | 29   | －1  | 3回戦敗退 |
| 2019 | チャレンジリーグEAST（3部） | 6位  | 4    | 15   | 1  | 1  | 13 | 10   | 39   | －29 | 2回戦敗退 |

## 歴代所属選手
- 2001年度卒
  - 中田麻衣子
- 2002年度卒
  - 佐藤愛
  - 渡辺樹里
- 2003年度卒
  - 天野実咲
  - 後藤史
  - 斎藤有里
  - 鈴木理沙
  - 宮川葉月
- 2004年度卒
  - 小金丸幸恵
- 2005年度卒
  - 大谷明香
  - 佐山万里菜
  - 鮫島彩
  - 中川千尋
- 2006年度卒
  - 與山このみ
  - 田子亜貴
  - 田中明日菜
  - 堀良江
- 2007年度卒
  - 森本華江

- 2008年度卒
  - 小原由梨愛
  - 熊谷紗希
  - 後藤三知
  - 櫻本尚子
  - 安本紗和子
  - 山田頌子
- 2009年度卒
  - 齊藤彩佳
  - 千葉梢恵
  - 中村楓
  - 吉野有香
- 2010年度卒
  - 青柳麻理鈴
  - 木下愛
  - 児玉桂子
  - 權野貴子
  - 齊藤あかね
  - 坂本理保
- 2011年度卒
  - 阿部理絵
  - 大島瑞稀
  - 河邊花観
  - 京川舞
  - 鈴木里奈
  - 仲田歩夢
  - 西村温美

- 2012年度卒
  - 石森唯
  - 岡森香沙音
  - 高村ちさと
  - 林﨑萌維
  - 道上彩花
  - 松浦渚
- 2013年度卒
  - 伊藤美紀
  - 岡倉海香
  - 柿木瑠奈
  - 小須田璃奈
  - 佐々木美和
  - 平田美紀
  - 福村香奈絵
- 2014年度卒
  - 川﨑咲耶
  - 白木星
  - 杉原遥波
  - 西川彩華
  - 藤野涼加
  - 松久保明梨
  - 三橋明香

- 2015年度卒
  - 市瀬菜々
  - 岩木綾乃
  - 樫原まゆ
  - 倉谷也海
  - 源関清花
  - 小林菜々子
  - 小林里歌子
  - 佐藤友衣
  - 高橋杏奈
  - 土居明日香
  - 古舘知都
- 2016年度卒
  - 江尻莉緒
  - 黒田茉耶
  - 杉田めい
  - 鈴木あぐり
- 2017年度卒
  - 沖野くれあ
  - 滝川結女
- 2018年度卒
  - 加藤栞
  - 柴山史菜
  - 中村恵実
  - 大河内友貴
- 2019年度卒
  - 西野朱音

## 関連書籍
- 阿部由晴『なでしこの父』無双舎、2012 ISBN 9784864089340
- 阿部由晴『常盤木式 女子力の育み方』ベースボール・マガジン社、2012 ISBN 9784583104881

### 注記
1. ↑  現役生とOGによる混成チームで出場
2. ↑  戦績の数値はレギュラーシリーズの成績（2位）、プレーオフ進出後2勝1敗（勝ち点7）で優勝。
3. ↑  戦績の数値はレギュラーシリーズの成績（4位）、順位決定戦では3敗（勝ち点0）。
4. ↑  戦績の数値はレギュラーシリーズの成績（3位）、順位決定戦では2勝1敗（勝ち点6）。
5. ↑  戦績の数値はレギュラーシリーズの成績（5位）、順位決定戦では1勝2敗（勝ち点3）。チャレンジリーグ入替戦で残留。
6. ↑  戦績の数値はレギュラーシリーズの成績（6位）、順位決定戦では1勝2敗（勝ち点3）。チャレンジリーグ入替戦で降格。